# Fiat 700
Der Traktor Fiat 700 war ein italienischer Traktor, der in verschiedenen Varianten von 1927 bis 1950 von Fiat in Serie gebaut wurde.

## Geschichte
Nachdem Fiat im Jahr 1925 den Bau von Traktoren zunächst eingestellt hatte, beschloss die Firmenleitung, gleichwohl weiter im Geschäft zu bleiben. Aus diesem Grunde wurde 1926 der Prototyp eines erheblich leichteren Traktors geschaffen, der, auch leichter als das Hauptkonkurrenzmodell, der US-amerikanische Fordson, vor allem die kleineren Bauern als Kunden anlocken sollte. Um den Traktor in Serie produzieren zu können, erwarb Fiat Ende 1927 eine stillgelegte Munitionsfabrik in Modena und gründete zu ihrem Betrieb eine Tochterfirma „Offizine Costruzioni Industriali“ (OCI). Dort wurde der jetzt Fiat 700 genannte Traktor (und in der Folgezeit alle weiteren Fiat-Traktoren) in Serie ab 1927 bis 1950, also 25 Jahre lang in Tausenden von Stücken gebaut.

### Varianten
Der anfangs gebaute Fiat 700 wurde 1928 vom Fiat 700A abgelöst, dieser 1931 vom Fiat 700B. Diese drei Varianten unterschieden sich nur wenig voneinander.
1932 erschien der Fiat 700C, eine Variante mit Raupenfahrwerk, er wurde von 1932 bis 1940 parallel zum Fiat 700B gebaut.
1942 löste der Fiat 700D den Fiat 700B in der Produktion ab, er hatte einen stärkeren Motor mit um 5 mm vergrößerter Bohrung, der 2 PS mehr leistete. Diese Variante blieb bis 1950 im Programm.

### Stückzahlen
Es wird eine Gesamtzahl von 4651 gebauten Fiat 700 genannt, andere Quellen sprechen von ca. 7000 Stück. Ein Vergleich mit den insgesamt von Fiat im Zeitraum von 1927 bis 1950 gebauten Traktoren lässt den Schluss zu, dass die erstgenannte Zahl sämtliche bis 1942 gebauten Varianten 700, 700A und 700B umfasst, letztere auch die ab 1942 gebaute Variante 700D.

## Technische Daten
Der wassergekühlte Vierzylindermotor des Typs Fiat 300 leistete an der Antriebswelle 28 PS, der des Fiat 700D (Typ 300D) 30 PS, jeweils bei 1400/min. An der Riemenscheibe betrug die Leistung 10,5 bzw. 16 PS.
Das Getriebe hatte außer einem Rückwärtsgang drei Vorwärtsgänge, deren erste zwei sehr niedrig übersetzt waren und zum Pflügen bestimmt waren, der dritte zum Fahren auf der Straße hoch übersetzt. Die Höchstgeschwindigkeit betrug beim Fiat 700 und 700A 11 km/h, beim 700B und 700D 13 km/h. Der Motor konnte statt mit Benzin auch mit Petroleum betrieben werden. Die Räder waren aus Stahl, die angetriebenen großen Hinterräder hatten – wie damals üblich – eiserne Klauen oder Rippen, um ein Durchdrehen auf weichem Untergrund zu verhindern. Die nicht angetriebenen Vorderräder waren etwas kleiner und ohne Eisenklauen.
Weitere technische Daten ergeben sich aus der nachfolgenden Tabelle:
| Typ  | leer (kg) | Länge (m) | Breite (m) | Radstand (m) | Bohrung /Hub | cm³  | Tank (l) |
| ---- | --------- | --------- | ---------- | ------------ | ------------ | ---- | -------- |
| 700  | 1900      | 2,90      | 1,38       | 1,600        | 90/140       | 3570 | 50       |
| 700D | 1950      | 3,31      | 1,47       | 1,600        | 95/140       | 3970 | .        |